# 송파 세 모녀 자살 사건
송파 세 모녀 자살 사건은 2014년 2월 서울특별시 송파구 석촌동에 사는 세 모녀가 큰딸의 만성 질환과 어머니의 실직으로 인한 생활고에 시달리다가 “정말 죄송합니다"라는 메모와 함께 갖고 있던 전 재산인 현금 70만원을 집세와 공과금으로 놔두고 번개탄을 피워 자살한 사건이다. 세 모녀는 부양의무자 조건 때문에 국민기초생활보장제도의 도움을 받지 못하고 있었다. 이들은 자살하기 3년 전 관공서에 복지 지원을 타진했으나 대상 조건을 만족하지 못한다는 것을 알게 된 뒤 재신청을 하지 않고 생활해 왔다. 이는 30세 성인에 대한 추정소득이 산정되었기 때문이다.
사회의 복지사각지대를 여실히 드러낸다 이 사건의 파장으로 소위 "세 모녀 법"이라는 별칭으로 기초생활보장법 개정안이 국회 본회의를 통과했다. 그러나 그 개정안을 적용해도 본 사건 당사자인 세 모녀들은 국민기초생활보장제도의 수급자는 되지 못한다.

## 대한민국 정치권의 대응
사건 발생 당시 집권여당 새누리당과 야당들은 물론이고 박근혜 대통령까지 복지 사각지대를 없애겠다는데 뜻을 같이 하였다.

### *세 모녀 3법
새정치민주연합이 창당한 후 당시 공동 대표이던 안철수 의원이 세 모녀 법을 제1호 법안으로 발의하였다. 새정치민주연합이 발의 한 일명 세 모녀 법에는 ‘국민기초생활보장법 개정안’, ‘긴급복지지원법 개정안’, ‘사회보장수급권자의 발굴 지원법 제정안’이 있다. 김한길 안철수 공동대표가 발의하고 모든 의원이 서명할 정도로 전당적 차원에서 추진하고 안철수 대표는 “이 법안은 4월 국회에서 반드시 통과돼야 한다”고 강조하였다.
1. 기초생활보장법 개정안

기초생활보장법 개정안(의안번호 9916) 은 2014년 3월 28일 새정치민주연합 안철수 의원이 발의하였으며, 부양의무자 기준을 기초생활보장 수급 사각지대의 주요 원인으로 보고 그 기준을 완화할 것을 골자로 하는 법안이다.
주요내용은 1) 부양의무자의 범위에서 직계혈족의 배우자를 제외함(안 제2조제5호), 2) 부양의무자가 부양능력이 없는 경우를 법률에 명확히 함(안 제5조의3 신설)이다.
1. 긴급복지지원법 개정안

긴급복지지원법 개정안(의안번호 9915)은 2014년 3월 28일 김한길 의원이 발의하였으며, 긴급지원 여부를 지자체가 판단할 수 있도록 범위를 확대하고,안내 강화,위기가구 발굴시스템 운영실태 점검 및 국회에 보고,긴급복지 대상자 소득 기준 완화, 찾아가는 복지를 통해 최소한의 사회안전망을 확보하고자함을 골자로 하는 법안이다.
주요내용은
가.“위기상황”의 사유에 지방자치단체의 장의 판단을 포함하도록 함(안 제2조제6호),
나.국가 및 지방자치단체는 긴급지원사업에 관한 사항을 적극적으로 안내하도록 함(안 제4조제1항),
다.국가 및 지방자치단체는 위기가구 발굴시스템 운영 실태를 정기적으로 점검하고 개선방안을 수립하여 국회에 보고하도록 함(안 제4조제4항 신설),
라.긴급지원심의위원회는 지방자치단체의 장이 긴급지원이 필요하다고 인정하는 사유에 대해 적합성을 판단하도록 함(안 제12조제1항 제4호 신설),
마.긴급지원대상자의 소득을 「국민기초생활 보장법」제2조제6호에 따른 최저생계비의 100분의 250이하가 되도록 심사기준을 정함(안제14조제1항 후단 신설)이다.
1. 사회보장수급권자의 발굴 지원법 제정안

‘사회보장수급권자의 발굴 지원법 제정안(의안번호 9914)’은 2014년 3월 28일 최동익 의원이 발의하였으며, 복지 관련사업의 추진근거 법률에 관련 절차와 내용에 대한 규정이 없는 경우에 동 법이 일반법적인 지위에서 해당 규정을 적용할 수 있도록 하며, 지역사회 내 주요기관의 상시적 공조체계를 통해 사회보장수급권자에 해당하면서도 사각지대에 놓여있는 소외계층을 발굴하여 사회보장급여를 제공하는 것을 골자로 하는 법안이다.
주요내용은
가. 이 법은 사회보장 관련 정보 또는 신청능력의 부족으로 보호받지 못하는 사회보장수급권자를 발굴하여 지원함으로써 국민의 사회보장수급권을 최대한 보장하고 사회보장급여가 공정하고 효과적으로 제공하는 것을 목적으로 함(안 제1조).
나. 국가 및 지방자치단체는 수급권자의 발굴을 위하여 사회복지법인, 국민연금공단, 보건소 또는 경찰서 등의 기관 및 단체 간의 연계 및 협력, 관련 정보의 공유 등이 원활하게 이루어질 수 있도록 하고, 이들 정보를 사회보장 사각지대 해소를 위해 제공될 수 있도록 함(안 제4조 및 제7조부터 제9조까지).
다. 누구든지 사회적 위험에 처한 보호대상자를 발견하였을 때에는 보장기관에 신고하도록 하고, 신고된 보호대상자에 대하여 조사·상담·안내·의뢰하며, 보호대상자가 사회보장급여를 신청하는 데 필요한 서비스를 제공하도록 함(안 제9조부터 제14조까지).
라. 국가 및 지방자치단체는 수급권자별 사회보장급여 제공계획을 수립하고 제공결과를 정기적으로 평가하여 그 결과에 따라 보호계획을 변경하도록 하며, 이들 업무를 실시하기 위하여 전담하는 직원을 두도록 함(안 제15조).
마. 수급권자의 발굴, 의뢰, 신청, 조사, 결정, 보호계획의 수립 등의 업무에 종사하거나 종사하였던 자는 사회보장업무 수행과 관련하여 알게 된 개인·법인 또는 단체의 정보를 관계 법령에서 정하는 바에 따라 보호하도록 함(안 제17조).
바. 국가 및 지방자치단체의 장의 권한 또는 업무의 일부를 소속 기관의 장이나 사회복지 관련 기관 및 단체에 위탁하고, 그 업무의 처리에 필요한 인력 또는 경비를 지원할 수 있는 근거를 마련함(안 제19조 및 제20조)이다.

#### 쟁점 사항
야당은 ‘부양의무자’에 사위와 며느리를 포함시킬지 말지를 놓고 이견을 보였다. 새정치민주연합은 포함시키지 말자는 입장이고, 새누리당은 포함시키지자는 입장이다.
새정치민주연합의 법안대로 하면 수급대상자가 21만 명이 더 늘게 돼 연간 1조 4천억 원의 예산이 추가 발생 할 예정이며 새누리당은 비용부담이 커지는 것을 우려하고 있다.

##### 진행상황
9개월 간 표류하던 세 모녀 법(국민기초생활보장법 개정안)이 11월 17일 국회 보건복지위원회 법안심사소위원회를 통과했다.
여야는 기초생활수급자로 선정되는 기준을 얼마나 완화할지를 두고 갈등을 겪다가 부양의무자 기준을 현행 212만원(4인 가족 기준 월소득)에서 404만원으로 완화하는 데 합의했으며 교육 급여의 부양의무자 기준은 폐지하기로 했다. 복지위는 11월 21일 전체회의를 열어 세모녀법을 의결할 예정이다.
국회 의안정보시스템.